# 洗黑錢 (香港電影)
《洗黑錢》（英語：Tiger Cage II）是一部於1990年上映的香港動作電影，由袁和平擔任導演，冼杞然擔任監製，以及由甄子丹、關之琳、吳大維、仇雲波和周景揚擔任領銜主演；此電影為《特警三部曲》中的第二部。

## 劇情內容
美籍華裔律師大偉（吳大維飾演），將一筆犯罪集團非法獲取的美金帶到香港，交到律師周偉生（仇雲波飾演）手上進行洗錢，但這筆贓款隨即被劫走，大偉的助手更被歹徒殺害。周偉生的下屬余文慧（關之琳飾演）在劫案現場被脅持，周懷疑文慧私吞贓款，派人追殺，文慧逃命期間遇上同被意外牽連的退役警員遊龍（甄子丹飾演）。周偉生女友陳佩華（鄭裕玲飾演）知道其惡行後準備舉報，周派人殺死佩華，又將罪行嫁禍文慧和遊龍，兩人被通輯後為尋求真相，聯手對付周偉生。大偉的養父到香港調查贓款失竊一事，周偉生用計令大偉被懷疑監守自盜，被命令限期內尋回贓款。文慧與遊龍為尋真兇而埋伏周偉生，期間遇上大偉，三人隨後冰釋前嫌，又尋回贓款。大偉將贓款交還養父以作交代，卻被周偉生設計埋伏。原來周偉生早與黑手黨合謀，策劃劫案私吞贓款。遊龍得到好友現役警員阿德（周景揚飾演）協助，與周偉生決一死戰。

## 演員表
- 甄子丹 飾 遊龍（粵語配音：張炳強）
- 關之琳 飾 余文慧（粵語配音：黃鳳英）
- 吳大維 飾 大偉（粵語配音：陳永信）
- 仇雲波 飾 周偉生（粵語配音：陳欣）
- 周景揚 飾 阿德
- 鄭裕玲 飾 陳佩華
- 楊麗青 飾 Madam Yeung（粵語配音：沈小蘭）

## 製作人員
- 導演：袁和平
- 監製：冼杞然
- 編劇：方志豪、袁若光
- 武術指導：袁信義、袁祥仁、甄子丹、郭振鋒

## 外部連結
- 香港影庫上《洗黑錢》的資料（繁體中文）
- 豆瓣电影上《洗黑錢》的資料 （简体中文）
- 互联网电影数据库（IMDb）上《洗黑錢》的资料（英文）